# ロバート・ホワイト
ロバート・ホワイト（Robert White, 1538年頃 - 1574年）は16世紀イングランドのルネサンス音楽の作曲家。とりわけラテン語典礼文への共感に満ちた曲付けで知られており、現存する作品のうち《エレミアの哀歌》は名作に数えられている。世俗音楽では、ヴァイオルのための合奏曲も残している。デニス・アーノルドによると、1560年にケンブリッジ大学で音楽学士号を取得した後、エリー大聖堂の聖歌隊長を務め、1565年にクリストファー・タイの娘と結婚したという。その後チェスター大聖堂やウェストミンスター大寺院でも楽長を務めた。